# Sylvain Urfer
Le père Sylvain Urfer né le 4 mars 1941 à Mulhouse, et mort le 3 décembre 2021 dans le 10e arrondissement de Paris, est un père jésuite, un enseignant et un écrivain français ayant vécu à Madagascar à partir de 1974.

## Biographie
Né à Mulhouse en mars 1941, Sylvain Urfer est diplômé de l'Institut d'études politiques de Paris. Pendant 25 ans, de 1980 à 2005, il a été curé d’Anosibe, paroisse de l'un des quartiers les plus pauvres d'Antananarivo, la capitale de Madagascar, situé au sud-ouest de la ville. Il a essayé tant bien que mal de soulager les souffrances des pauvres, à travers (Association pour le développement d'Anosibe, qui organise des activités sociales et parascolaires pour les élèves.)
Enseignant et écrivain, observateur de la vie politique et sociale malgache, en 1989, il a fondé le Centre Foi et Justice (groupe de recherche sur Madagascar), qui abrite une bibliothèque et un centre d'études, à Antananarivo. Il est le directeur des éditions catholiques Foi et Justice à Madagascar.
Il est membre fondateur du SeFaFi (Observatoire de la vie publique), organisme connu pour ses prises de position dans le domaine politique et social, en particulier contre la corruption des hommes politiques à Madagascar. Ce cercle de réflexion publie des communiqués souvent très critiques sur la vie politique malgache,.
Il a été expulsé le 11 mai 2007 par l'ex-président Marc Ravalomanana, à cause de ses prises de position contre la corruption du gouvernement de l'époque. Il est revenu dans la grande île, le 26 novembre 2009, les mesures d’interdiction de séjour prises contre lui ayant été abrogées, lors de l'arrivée de la Haute autorité de transition dirigée par Andry Rajoelina.
Il a publié de nombreux articles dans la revue Politique africaine et chaque mois, dans sa rubrique Soatoavina, qui se penche sur les fait de société à Madagascar.

## Œuvres

### Livres
- Ujamaa, espoir du socialisme africain en Tanzanie, Aubier-Montaigne, 1971.
- Socialisme et Église en Tanzanie, Paris, IDOC, 1975.
- Une Afrique socialiste, La Tanzanie, Éditions Ouvrières, 1976.
- L'Espoir et le Doute. Un quart de siècle malgache, Antananarivo, Karthala, coll. « Questions Actuelles », 2000, 234 p.
- Le Doux et l'Amer. Madagascar au tournant du siècle, Antananarivo, Foi & Justice, 2003, 268 p.
- La Crise et le Rebond. 50 ans après l'indépendance malgache, Antananarivo, Foi & Justice, 2010, 208 p.
- Sylvain Urfer, Patricia Rajeriarison et Jeanne Rasoanasy, Madagascar, Antananarivo, Éditions du Cavalier bleu, coll. « Idées reçues », 2010.
- (fr + mg) Gilles Callet Rakotomanga, Razanamahana Jeanette, Havel Bienvenue Randrianjatovo et Sylvain Urfer, Le Henamaso, ou le Taureau dompté, Antananarivo, Foi et Justice, 43 p..
- Madagascar : une culture en péril ?  (avec 17 photographies de Rijasolo), Antananarivo, no comment éditions, 2012, 144 p..
- Histoire de Madagascar - La construction d'une nation, Paris, Hémisphères/Maisonneuve et Larose, 2022, 314 p. (ISBN 978-2-37701-135-3).

### Articles
- La longue marche de la Tanzanie, Études 1976/6 (Tome 344), Bayard Presse.
- « Quand les églises entrent en politique », Politique africaine, Antananarivo, no 52,‎ 1993, p. 31=39.
- Nouvelle donne malgache, Études 2003/4 (Tome 398), Bayard Presse.
- Conditions du travail à Madagascar, Projet 2009/2 (no 309), Bayard Presse.
- Le temps de l'Afrique, Projet 2010/5 (no 318), Bayard Presse.